# Chima (ort)
Chima är en ort i Colombia.   Den ligger i departementet Santander, i den centrala delen av landet, 210 km norr om huvudstaden Bogotá. Chima ligger 1 149 meter över havet och antalet invånare är 786.
Terrängen runt Chima är kuperad åt sydost, men åt nordväst är den bergig. Runt Chima är det ganska glesbefolkat, med 50 invånare per kvadratkilometer. Närmaste större samhälle är Socorro, 18,6 km nordost om Chima. Omgivningarna runt Chima är en mosaik av jordbruksmark och naturlig växtlighet.